# Federico Ubaldo della Rovere
Federico Ubaldo della Rovere (* 16. Mai 1605 in Pesaro; † 28. Juni 1623 in Urbino) war der Thronerbe des letzten Herzogs von Urbino, Francesco Maria II. della Rovere aus dem Haus della Rovere und dessen zweiter Frau Livia.
Am 14. Mai 1621 ernannte der 72-jährige Herzog Francesco Maria II. seinen Sohn zum Fürsten von Urbino und betraute ihn mit der Regierung des Herzogtums, doch starb der junge Fürst schon zwei Jahre später überraschend in Urbino an einem Katarrh oder epileptischen Anfall, man vermutete auch einen Giftanschlag. 
Aus seiner Ehe mit Claudia de’ Medici hatte er eine einzige Tochter, Vittoria della Rovere, verheiratete Großherzogin der Toskana, die als Erbin des Herzogtums Urbino galt. Nach dem Tod des einzigen männlichen Erben übergab Francesco Maria II. jedoch das Herzogtum Urbino an den Kirchenstaat und zog sich nach Urbania zurück, wo er 1631 starb.

## Familie und Nachkommen
1621, mit 16 Jahren, heiratete Federico Ubaldo Claudia de Medici. Ein Jahr nach der Hochzeit wurde ihre Tochter
- Vittoria della Rovere geboren, sie vermählte sich 1634 mit Großherzog Ferdinand II. von Toskana.

| Personendaten    | Personendaten                 |
| ---------------- | ----------------------------- |
| NAME             | Della Rovere, Federico Ubaldo |
| KURZBESCHREIBUNG | Fürst von Urbino              |
| GEBURTSDATUM     | 16. Mai 1605                  |
| GEBURTSORT       | Pesaro                        |
| STERBEDATUM      | 28. Juni 1623                 |
| STERBEORT        | Urbino                        |